# Ruta N-45
La Ruta N-45 es una ruta regional de la Región de Ñuble, Chile, que une la ciudad de Chillán con la localidad de Tres Esquinas de Cato. La ruta se inicia en Chillán, surge desde la Ruta N-49 que une Chillán con Coihueco, desde allí cruza por el Río Cato, pasa por los poblados de Rinconada de Cato, Capilla Cox, Quinquehua, Tres Esquinas de Cato, Nahueltoro y Tres Esquinas de Cachapoal donde termina.

## Ramal Autovía Valle Central

### Enlaces
- Kilómetro 0 Chillán, camino a Coihueco
- Kilómetro 1 Chillán, sector Las Coles
- Kilómetro 1 Chillán, Variante Nahueltoro
- Kilómetro 3 Puente Cato sobre el Río Cato
- Kilómetro 4 Rinconada de Cato
- Kilómetro 6 Club de Golf Rinconada de Cato
- Kilómetro 7 Reloca
- Kilómetro 8 Santa Raquel
- Kilómetro 9 Capilla Cox
- Kilómetro 12 Agrícola Quilamapu
- Kilómetro 13 Agrícola Santa Virginia
- Kilómetro 15 Campo experimental Santa Rosa
- Kilómetro 16 Los Montes
- Kilómetro 18 Quinquehua
- Kilómetro 22 Chacayal
- Kilómetro 23 San Antonio de Cato
- Kilómetro 27 Tres Esquinas de Cato
- Kilómetro 28 Ruta N-47 a Coihueco, Ruta N-455 a San Fabián de Alico.
- Kilómetro 31 Copihual
- Kilómetro 33 Nahueltoro
- Kilómetro 34 Nahueltoro Interior
- Kilómetro 34 Puente Nahueltoro sobre el Río Ñuble.
- Kilómetro 36 Ribera de Ñuble
- Kilómetro 39 Tres Esquinas de Cachapoal
- Kilómetro 39 Ruta N-335 San Carlos al poniente, Cachapoal o San Fabián de Alico al oriente

- Datos: Q5676335